# Henry De la Beche
Henry Thomas De la Beche FRS (Londen, 10 februari 1796 - Londen, 13 april 1855) was een Engels geoloog die de geologie van Groot-Brittannië in kaart bracht en een belangrijke rol speelde bij de oprichting van de British Geological Survey.

## Biografie

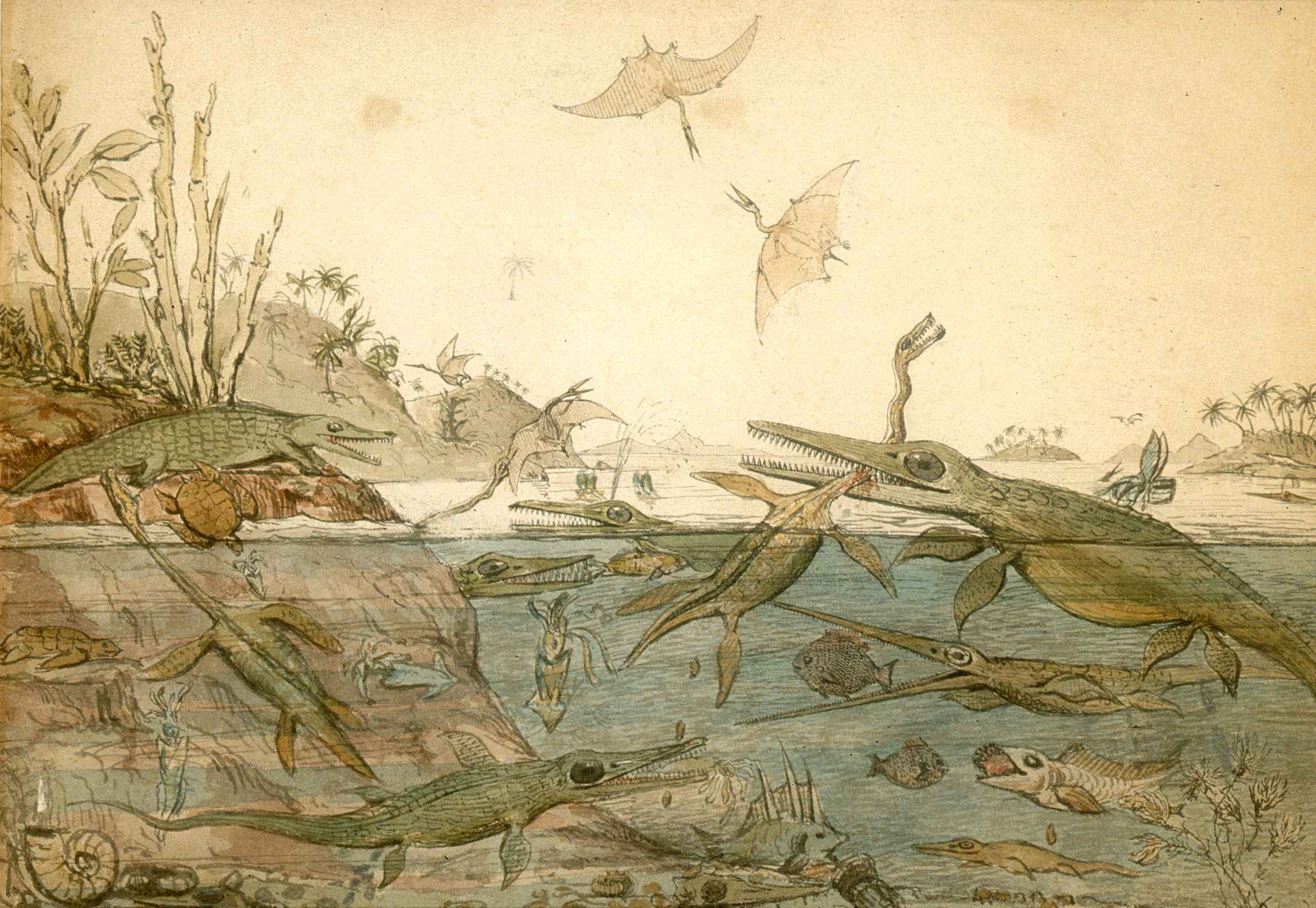
Duria Antiquior - A more Ancient Dorset, een aquarel van De la Beche uit 1830, waarop een aantal door Mary Anning gevonden fossiele soorten uit Dorset te zien zijn.

De la Beches vader was een officier in het leger en bezat land in Jamaica. Hij stierf echter toen zijn zoon nog jong was. De la Beche bracht zijn jeugd door in Lyme Regis (Engeland), waar zijn moeder hem opvoedde en hij geïnteresseerd raakte in geologie. Op zijn veertiende ging hij naar de militaire academie in Great Marlow.
De vrede van 1815 aan het einde van de napoleontische oorlogen zorgde voor een drastische verandering in zijn carrière. In plaats van in het leger te blijven zou De la Beche zijn leven aan natuuronderzoek wijden. In 1818 werd hij lid van de Geological Society of London om voor de rest van zijn leven een van de meest actieve en gewaardeerde leden te blijven. Tussen 1848-1849 was hij president van de Society. Hij bestudeerde de geologie op veel plekken in Groot-Brittannië, maar maakte ook een onderzoeksreis naar Frankrijk en Zwitserland. Terug in Engeland begon hij op nauwkeurige wijze de geologie van Devon en Cornwall in kaart te brengen. Door contact met de mijnbouw in deze gebieden kwam hij op het idee van een geologische dienst, een instelling die voor de staat de geologie in kaart brengt en zodoende de mijnbouw ten dienst is.
De Britse regering stelde De la Beche vervolgens aan als geoloog, naast de Ordnance Survey. Toen in 1835 de British Geological Survey werd opgericht, werd De la Beche de eerste directeur. Het was de eerste geologische dienst ter wereld. Van over het hele land werden monsters en waardevolle objecten naar Londen gestuurd. Om de groeiende collectie onder te brengen werd in 1851 een nieuw hoofdkantoor aan Jermyn Street geopend, waar ook een geologisch museum (tegenwoordig onderdeel van het Natural History Museum), de Royal School of Mines en het Mining Record Office gevestigd waren.
In dezelfde tijd kwam De la Beche in aanvaring met de geologen Roderick Murchison en Adam Sedgwick. Murchison en Sedgwick hadden in Wales gesteentelagen van vergelijkbare ouderdom onderzocht als De la Beche in Devon had gedaan, maar kwamen tot een andere conclusie. Uiteindelijk zou de controverse door Murchison worden opgelost door de invoering van een nieuw systeem, het Devoon.
De la Beche tekende cartoons over geologische onderwerpen, soms om theorieën van zijn tegenstanders belachelijk te maken. Hij tekende en aquarelleerde ook reconstructies van de fossielen die Mary Anning in het Jura van Dorset vond. Omdat zij armlastig was, verkocht hij prenten van zo'n aquarel en gaf hij de opbrengst aan haar.
De la Beche werd in 1819 tot Fellow of the Royal Society gekozen. In 1848 werd hij geridderd en in 1855 ontving hij de Wollaston Medal.
- Biblioteca Nacional de España: XX1335017
- Bibliothèque nationale de France: cb15141205c (data)
- CiNii: DA07867469
- Stuttgart Database of Scientific Illustrators 1450–1950: 7677
- Gemeinsame Normdatei: 116099305
- International Standard Name Identifier: 0000 0001 0906 5263
- Library of Congress Control Number: n86862950
- Nationale Bibliotheek van Tsjechië: mub2018997011
- Nationale bibliotheek van Australië: 36031492
- Nationale Bibliotheek van Israël: 987007274048105171
- Nationale Bibliotheek van Polen: a0000002626705
- Nederlandse Thesaurus van Auteursnamen: 304647985
- SNAC: w65d8z6t
- Système universitaire de documentation: 103664610
- Trove: 1193734
- Virtual International Authority File: 59827486
- WorldCat: E39PBJmhJH4QdJB8mxqjJXmcfq